# Sindicatura Electoral de Catalunya
La Sindicatura Electoral de Catalunya (SEC) va ser un òrgan creat en la llei del referèndum d'autodeterminació de Catalunya de 2017 per garantir l'exercici dels drets electorals i la transparència i objectivitat del procés electoral. El Parlament de Catalunya va nomenar els seus cinc membres per majoria absoluta el 7 de setembre de 2017. Acte seguit, el Tribunal Constitucional va suspendre-la a petició del Govern d'Espanya i, posteriorment, va declarar-la nul·la i inconstitucional.

## Composició
| Càrrec         | Nom                    | Data de nomenament    |
| -------------- | ---------------------- | --------------------- |
| President      | Jordi Matas Dalmases   | 7 de setembre de 2017 |
| Vicepresidenta | Marta Alsina i Conesa  | 7 de setembre de 2017 |
| Secretari      | Marc Marsal i Ferret   | 7 de setembre de 2017 |
| Vocal          | Josep Pagès Massó      | 7 de setembre de 2017 |
| Vocal          | Tània Verge i Mestre   | 7 de setembre de 2017 |
| Suplent        | Josep Costa i Rosselló | 7 de setembre de 2017 |
| Suplent        | Eva Labarta i Ferrer   | 7 de setembre de 2017 |

## Cronologia
El ple del Parlament de Catalunya de 6 de setembre de 2017 va ampliar l'ordre del dia a proposta de Junts pel Sí i la CUP per designar la composició de la Sindicatura Electoral de Catalunya. Aquests dos grups parlamentaris van proposar els juristes i politòlegs Marta Alsina, Marc Marsal, Jordi Matas, Josep Pagès i Tània Verge com a vocals, i Josep Costa i Eva Labarta com a suplents. Es va aprovar aquesta formació a la matinada del 7 de setembre amb 70 vots favorables de Junts pel Sí i la CUP, 8 en contra de CSQP i cap abstenció. El PSC, C's i PP no van votar. Els partits de l'oposició van criticar el procediment d'elecció de la sindicatura, entre altres coses, per l'absència de jutges entre els seus membres, la manca de temps per conèixer els perfils i la majoria necessària per a l'elecció, ja que l'estatut d'autonomia estableix una majoria de tres cinquens per aprovar el règim electoral.
El mateix 7 de setembre es va celebrar la sessió constitutiva de la sindicatura, en la qual es va nomenar Jordi Matas president, Marta Alsina vicepresidenta i Marc Marsal secretari. Paral·lelament, el President del Govern d'Espanya, mitjançant l'Advocacia de l'Estat, impugnava al Tribunal Constitucional (TC) la resolució per la qual s'havien nomenat els membres de la sindicatura. Aquest tribunal va suspendre tal resolució i va deixar sense efecte qualsevol actuació duta a terme per la sindicatura. L'endemà, 8 de setembre, es va publicar al BOE la providència del Tribunal Constitucional. El mateix dia que la Generalitat publicava un acord de la sindicatura en el qual es designava la composició de les sindicatures electorals de demarcació.
El 13 de setembre, el Tribunal Constitucional va requerir als membres de la sindicatura que l'informessin abans de 48 hores de les mesures que havien adoptat amb relació a la suspensió d'aquest òrgan. També va acordar notificar la providència del 7 de setembre a les 15 persones de les sindicatures de demarcació. L'endemà, la Fiscalia de Barcelona va presentar una querella contra els membres de la sindicatura sota l'acusació de delictes d'usurpació de funcions públiques, desobediència i malversació. També va demanar que s'ordenés a la directora del Diari Oficial de la Generalitat i al responsable de publicacions del Butlletí Oficial del Parlament que s'abstinguessin de publicar els acords de la sindicatura.
El 19 de setembre, l'Advocacia de l'Estat va sol·licitar al TC que imposés multes coercitives als síndics mentre no haguessin renunciat als seus càrrecs i haguessin publicat la revocació de totes les resolucions i acords adoptats. L'endemà, el TC va dictar una interlocutòria en la qual imposava una multa diària de 12.000 euros a cada membre de la Sindicatura Electoral de Catalunya i 6.000 euros en les sindicatures de demarcació, mentre no justifiquessin que havien dut a terme aquestes actuacions. Les multes començarien a aplicar-se a partir de les 10 h del 23 de setembre.
La presidenta de la Sindicatura de la Vall d’Aran, Carme Vilanova, va enviar la renúncia al TC el 21 de setembre i la resta de síndiques ho van fer el 22 de setembre, després que ho demanés el Govern de Catalunya amb la previsió que les seves funcions serien assumides per entitats d'observació internacional. El 31 d'octubre el Tribunal Constitucional va resoldre la impugnació de 7 de setembre contra el nomenament dels membres de la Sindicatura Electoral de Catalunya. En la sentència va declarar-lo nul i inconstitucional, ja que el nomenament donava compliment a la llei del referèndum d'autodeterminació de Catalunya que el mateix tribunal havia declarat nul·la i inconstitucional.

### Judici dels síndics
Amb relació a la querella del 14 de setembre de 2017, la Fiscalia va demanar una pena de dos anys i nou mesos de presó a cada membre de la sindicatura per delictes de desobediència greus i d'usurpació de funcions, juntament amb una inhabilitació del dret a sufragi passiu durant el temps de la condemna. Alternativament, demanava una pena per desobediència, amb una multa de 5.400 euros, i la inhabilitació per a qualsevol funció «que respongui a un nomenament discrecional efectuat per una administració pública» durant un any.
El judici, que es va ajornar tres vegades, es va celebrar els dies 3 i 4 de març del 2021. Diverses associacions de politòlegs i juristes es van posicionar en contra, entre les quals l'Associació Americana de Ciències Polítiques, l'Associació de Ciència Política del Regne Unit o l'Associació Canadenca de Ciència Política, que van qualificar la querella de vulnerar la llibertat de càtedra. El 14 d'abril de 2021, la jutgessa Silvia Pedrola González, del Jutjat Penal número onze de Barcelona, va absoldre els cinc acusats per no haver-se provat cap actuació per part seva després de la providència del TC de 7 de setembre.
La fiscalia va presentar un recurs d'apel·lació davant l'Audiència de Barcelona al·legant indefensió, incoherència en la sentència, fonament insuficient i errors en l'apreciació de la prova. El 19 de juliol de 2022, la secció 8ena de l’Audiència de Barcelona va estimar el recurs i va declarar la sentència de 14 d'abril nul·la, havent-se de repetir el judici.